# Jirausek Polixenia
Jirausek Polixenia (Marosvásárhely, 1837. február 1. – Zombor, 1911. április 23.) színésznő, színigazgató, Nagy Mihály színész felesége.

## Életútja
Színpadra lépett 1856-ban, Kolozsvárott. Fiatal korában népszínműénekesnő, majd később anyaszínésznő és komika volt. Az 1860-as évektől férjével, Nagy Mihály színigazgatóval együtt járta a vidéket, majd annak halálát követően két évig igazgatta a társulatot. Ezután Jáni Jánosnál (1883–86, 1893–95) és Nagy Paulánál (1888–91) szerepelt. Többször jubilált, így többek között Zilahon, 1890. március 13-án, a Legjobb az egyenes út és a Varázsitalban, 1893. április 18-án Kőbányán, a Becsületszóban és a Legjobb az egyenes útban. 1895-ben vonult nyugdíjba.